# Scotophaeus musculus
Scotophaeus musculus är en spindelart som först beskrevs av Simon 1878.  Scotophaeus musculus ingår i släktet Scotophaeus och familjen plattbuksspindlar. Inga underarter finns listade i Catalogue of Life.